# Rowel Merto
Rowel Merto (* 12. Dezember 1961) ist ein philippinischer Bogenschütze.
Merto, 1,65 m groß und 49 kg leicht, nahm an den Olympischen Spielen 1988 in Seoul teil. Er belegte Platz 68. Später war er Nationaltrainer der Philippinen im Bogenschießen.